# Corujinha-da-guatemala
Corujinha-da-guatemala (Megascops guatemalae) é uma espécie de ave estrigiforme pertencente à família Strigidae.
Pode ser encontrada nos seguintes países: Belize, Bolívia, Brasil, Colômbia, Costa Rica, Equador, Guatemala, Guiana, Honduras, México, Nicarágua, Panamá, Peru e Venezuela.
Os seus habitats naturais são: florestas secas tropicais ou subtropicais, florestas subtropicais ou tropicais húmidas de baixa altitude, regiões subtropicais ou tropicais húmidas de alta altitude e florestas secundárias altamente degradadas.